# Bjała reka (obwód Szumen)
Bjała reka (bułg. Бяла река) – wieś w Bułgarii, w obwodzie Szumen, w gminie Wyrbica. W 2024 roku liczyła 1429 mieszkańców.